# Großer Preis von Deutschland 1989
Der Große Preis von Deutschland 1989 (offiziell LI Grosser Mobil 1 Preis von Deutschland) fand am 30. Juli auf dem Hockenheimring in Hockenheim statt und war das neunte Rennen der Formel-1-Weltmeisterschaft 1989.

## Berichte

### Hintergrund
Die einzige Veränderung im Fahrerfeld im Vergleich zum Großen Preis von Großbritannien zwei Wochen zuvor war die Verpflichtung von Michele Alboreto bei Larrousse als Ersatz für Éric Bernard, für den die Formel-1-Saison 1989 somit nach nur zwei Einsätzen endete.
Die Teams Brabham, Rial und BMS mussten aufgrund relativ guter Trainingsleistungen während der ersten Saisonhälfte fortan nicht mehr an der Vorqualifikation teilnehmen. Für Onyx, Osella und Zakspeed ergab sich hingegen keine Verbesserung der Situation. Da aufgrund der nach wie vor deutlich zu umfangreichen Meldeliste jedoch weiterhin neun Fahrern keine garantierten Trainingsplätze zugeteilt werden konnten, wurde Larrousse abgestuft. Zudem mussten fortan die Teams AGS und Coloni mit beiden Wagen zur Vorausscheidung am Freitagmorgen antreten.
Mit Nelson Piquet (dreimal), Michele Alboreto, Alain Prost und René Arnoux (jeweils einmal) traten vier ehemalige Sieger zu diesem Grand Prix an. Alboreto gewann dabei den Großen Preis von Deutschland, als dieser auf dem Nürburgring ausgetragen wurde.

### Training
Die beiden McLaren-Piloten Ayrton Senna und Prost qualifizierten sich für die erste Startreihe vor den beiden Ferrari-Teamkollegen Nigel Mansell und Gerhard Berger sowie den beiden Williams von Riccardo Patrese und Thierry Boutsen. Alessandro Nannini und Piquet bildeten die vierte Reihe. Volker Weidler wurde disqualifiziert, da sein Fahrzeug zum Start in der Boxengasse illegalerweise angeschoben wurde.

### Rennen
Nach dem Start ging Berger kurz in Führung, wurde jedoch noch während der ersten Runde von den beiden McLaren-Fahrern Senna und Prost wieder von dieser Position verdrängt.
Zunächst konnte Senna seine Führung gegenüber Prost ausbauen, zumal dieser in Runde 18 einen Boxenstopp einlegte, um seine Reifen wechseln zu lassen. Zwei Umläufe später wollte auch Senna dies tun, doch sein Stopp dauerte deutlich länger als der des Teamkollegen, wodurch dieser in Führung gelangte. Dort konnte er sich bis zur drittletzten Runde halten, fiel dann jedoch aufgrund von Getriebeproblemen hinter Senna zurück.
Da Berger infolge eines Reifenschadens verunglückt war, wurde Mansell Dritter vor Patrese und Piquet. Derek Warwick erhielt als Sechster den letzten WM-Punkt des Tages.

## Meldeliste
| Team                            | Nr. | Fahrer                | Chassis         | Motor                    | Reifen |
| ------------------------------- | --- | --------------------- | --------------- | ------------------------ | ------ |
| Honda Marlboro McLaren          | 01  | Ayrton Senna          | McLaren MP4/5   | Honda RA109E 3.5 V10     | G      |
| Honda Marlboro McLaren          | 02  | Alain Prost           | McLaren MP4/5   | Honda RA109E 3.5 V10     | G      |
| Tyrrell Racing Organisation     | 03  | Jonathan Palmer       | Tyrrell 018     | Ford Cosworth DFR 3.5 V8 | G      |
| Tyrrell Racing Organisation     | 04  | Jean Alesi            | Tyrrell 018     | Ford Cosworth DFR 3.5 V8 | G      |
| Canon Williams Team             | 05  | Thierry Boutsen       | Williams FW12C  | Renault RS1 3.5 V10      | G      |
| Canon Williams Team             | 06  | Riccardo Patrese      | Williams FW12C  | Renault RS1 3.5 V10      | G      |
| Motor Racing Developments       | 07  | Martin Brundle        | Brabham BT58    | Judd EV 3.5 V8           | P      |
| Motor Racing Developments       | 08  | Stefano Modena        | Brabham BT58    | Judd EV 3.5 V8           | P      |
| Arrows Grand Prix International | 09  | Derek Warwick         | Arrows A11      | Ford Cosworth DFR 3.5 V8 | G      |
| Arrows Grand Prix International | 10  | Eddie Cheever         | Arrows A11      | Ford Cosworth DFR 3.5 V8 | G      |
| Camel Team Lotus                | 11  | Nelson Piquet         | Lotus 101       | Judd CV 3.5 V8           | G      |
| Camel Team Lotus                | 12  | Satoru Nakajima       | Lotus 101       | Judd CV 3.5 V8           | G      |
| Leyton House March Racing Team  | 15  | Maurício Gugelmin     | March CG891     | Judd CV 3.5 V8           | G      |
| Leyton House March Racing Team  | 16  | Ivan Capelli          | March CG891     | Judd CV 3.5 V8           | G      |
| Osella Squadra Corse            | 17  | Nicola Larini         | Osella FA1M     | Ford Cosworth DFR 3.5 V8 | P      |
| Osella Squadra Corse            | 18  | Piercarlo Ghinzani    | Osella FA1M     | Ford Cosworth DFR 3.5 V8 | P      |
| Benetton Formula Ltd            | 19  | Alessandro Nannini    | Benetton B189   | Ford Cosworth DFR 3.5 V8 | G      |
| Benetton Formula Ltd            | 20  | Emanuele Pirro        | Benetton B189   | Ford Cosworth DFR 3.5 V8 | G      |
| BMS Scuderia Italia             | 21  | Alex Caffi            | Dallara BMS 189 | Ford Cosworth DFR 3.5 V8 | P      |
| BMS Scuderia Italia             | 22  | Andrea de Cesaris     | Dallara BMS 189 | Ford Cosworth DFR 3.5 V8 | P      |
| Minardi Team SpA                | 23  | Pierluigi Martini     | Minardi M189    | Ford Cosworth DFR 3.5 V8 | P      |
| Minardi Team SpA                | 24  | Luis Pérez-Sala       | Minardi M189    | Ford Cosworth DFR 3.5 V8 | P      |
| Ligier Loto                     | 25  | René Arnoux           | Ligier JS33     | Ford Cosworth DFR 3.5 V8 | G      |
| Ligier Loto                     | 26  | Olivier Grouillard    | Ligier JS33     | Ford Cosworth DFR 3.5 V8 | G      |
| Scuderia Ferrari SpA SEFAC      | 27  | Nigel Mansell         | Ferrari 640     | Ferrari 035/5 3.5 V12    | G      |
| Scuderia Ferrari SpA SEFAC      | 28  | Gerhard Berger        | Ferrari 640     | Ferrari 035/5 3.5 V12    | G      |
| Équipe Larrousse                | 29  | Michele Alboreto      | Lola LC89       | Lamborghini 3512 3.5 V12 | G      |
| Équipe Larrousse                | 30  | Philippe Alliot       | Lola LC89       | Lamborghini 3512 3.5 V12 | G      |
| Coloni SpA                      | 31  | Roberto Moreno        | Coloni FC189    | Ford Cosworth DFR 3.5 V8 | P      |
| Coloni SpA                      | 32  | Pierre-Henri Raphanel | Coloni FC189    | Ford Cosworth DFR 3.5 V8 | P      |
| EuroBrun Racing                 | 33  | Gregor Foitek         | EuroBrun ER189  | Judd CV 3.5 V8           | P      |
| West Zakspeed Racing            | 34  | Bernd Schneider       | Zakspeed 891    | Yamaha OX88 3.5 V8       | P      |
| West Zakspeed Racing            | 35  | Aguri Suzuki          | Zakspeed 891    | Yamaha OX88 3.5 V8       | P      |
| Moneytron Onyx Formula One      | 36  | Stefan Johansson      | Onyx ORE-1      | Ford Cosworth DFR 3.5 V8 | G      |
| Moneytron Onyx Formula One      | 37  | Bertrand Gachot       | Onyx ORE-1      | Ford Cosworth DFR 3.5 V8 | G      |
| Rial Racing                     | 38  | Christian Danner      | Rial ARC2       | Ford Cosworth DFR 3.5 V8 | G      |
| Rial Racing                     | 39  | Volker Weidler        | Rial ARC2       | Ford Cosworth DFR 3.5 V8 | G      |
| AGS Racing                      | 40  | Gabriele Tarquini     | AGS JH23B       | Ford Cosworth DFR 3.5 V8 | G      |
| AGS Racing                      | 41  | Yannick Dalmas        | AGS JH24        | Ford Cosworth DFR 3.5 V8 | G      |

## Klassifikationen

### Qualifying
| Pos. | Fahrer                | Konstrukteur     | Vorqualifikation | Vorqualifikation  | 1. Qualifikationstraining | 1. Qualifikationstraining | 2. Qualifikationstraining | 2. Qualifikationstraining | Start |
| Pos. | Fahrer                | Konstrukteur     | Zeit             | Ø-Geschwindigkeit | Zeit                      | Ø-Geschwindigkeit         | Zeit                      | Ø-Geschwindigkeit         | Start |
| ---- | --------------------- | ---------------- | ---------------- | ----------------- | ------------------------- | ------------------------- | ------------------------- | ------------------------- | ----- |
| 01   | Ayrton Senna          | McLaren-Honda    | –                | –                 | 1:42,300                  | 239,191 km/h              | 1:42,790                  | 238,050 km/h              | 01    |
| 02   | Alain Prost           | McLaren-Honda    | –                | –                 | 1:43,306                  | 236,861 km/h              | 1:43,295                  | 236,887 km/h              | 02    |
| 03   | Nigel Mansell         | Ferrari          | –                | –                 | 1:44,020                  | 235,236 km/h              | 1:44,076                  | 235,109 km/h              | 03    |
| 04   | Gerhard Berger        | Ferrari          | –                | –                 | 1:44,467                  | 234,229 km/h              | 1:44,509                  | 234,135 km/h              | 04    |
| 05   | Riccardo Patrese      | Williams-Renault | –                | –                 | 1:45,062                  | 232,902 km/h              | 1:44,511                  | 234,130 km/h              | 05    |
| 06   | Thierry Boutsen       | Williams-Renault | –                | –                 | 1:45,520                  | 231,892 km/h              | 1:44,702                  | 233,703 km/h              | 06    |
| 07   | Alessandro Nannini    | Benetton-Ford    | –                | –                 | 1:45,033                  | 232,967 km/h              | 1:45,040                  | 232,951 km/h              | 07    |
| 08   | Nelson Piquet         | Lotus-Judd       | –                | –                 | 1:47,316                  | 228,011 km/h              | 1:45,475                  | 231,991 km/h              | 08    |
| 09   | Emanuele Pirro        | Benetton-Ford    | –                | –                 | 1:46,521                  | 229,712 km/h              | 1:45,845                  | 231,180 km/h              | 09    |
| 10   | Jean Alesi            | Tyrrell-Ford     | –                | –                 | 1:47,551                  | 227,513 km/h              | 1:46,888                  | 228,924 km/h              | 10    |
| 11   | Olivier Grouillard    | Ligier-Ford      | –                | –                 | 1:47,408                  | 227,815 km/h              | 1:46,893                  | 228,913 km/h              | 11    |
| 12   | Martin Brundle        | Brabham-Judd     | –                | –                 | 1:47,216                  | 228,223 km/h              | 1:47,796                  | 226,995 km/h              | 12    |
| 13   | Pierluigi Martini     | Minardi-Ford     | –                | –                 | 1:48,222                  | 226,102 km/h              | 1:47,380                  | 227,875 km/h              | 13    |
| 14   | Maurício Gugelmin     | March-Judd       | –                | –                 | 1:47,387                  | 227,860 km/h              | 1:47,578                  | 227,455 km/h              | 14    |
| 15   | Philippe Alliot       | Lola-Lamborghini | 1:47,746         | 227,101 km/h      | 1:47,486                  | 227,650 km/h              | 1:47,566                  | 227,481 km/h              | 15    |
| 16   | Stefano Modena        | Brabham-Judd     | –                | –                 | 1:47,511                  | 227,597 km/h              | 1:47,552                  | 227,510 km/h              | 16    |
| 17   | Derek Warwick         | Arrows-Ford      | –                | –                 | 1:47,756                  | 227,080 km/h              | 1:47,533                  | 227,551 km/h              | 17    |
| 18   | Satoru Nakajima       | Lotus-Judd       | –                | –                 | 1:48,782                  | 224,938 km/h              | 1:47,663                  | 227,276 km/h              | 18    |
| 19   | Jonathan Palmer       | Tyrrell-Ford     | –                | –                 | 1:47,836                  | 226,911 km/h              | 1:47,676                  | 227,248 km/h              | 19    |
| 20   | Alex Caffi            | Dallara-Ford     | –                | –                 | 1:48,671                  | 225,168 km/h              | 1:47,679                  | 227,242 km/h              | 20    |
| 21   | Andrea de Cesaris     | Dallara-Ford     | –                | –                 | 1:47,879                  | 226,821 km/h              | 1:48,005                  | 226,556 km/h              | 21    |
| 22   | Ivan Capelli          | March-Judd       | –                | –                 | 1:48,239                  | 226,066 km/h              | 1:48,078                  | 226,403 km/h              | 22    |
| 23   | René Arnoux           | Ligier-Ford      | –                | –                 | 1:48,266                  | 226,010 km/h              | 1:48,598                  | 225,319 km/h              | 23    |
| 24   | Stefan Johansson      | Onyx-Ford        | 1:47,700         | 227,198 km/h      | 1:49,935                  | 222,579 km/h              | 1:48,348                  | 225,839 km/h              | 24    |
| 25   | Eddie Cheever         | Arrows-Ford      | –                | –                 | 1:48,396                  | 225,739 km/h              | 1:48,553                  | 225,412 km/h              | 25    |
| 26   | Michele Alboreto      | Lola-Lamborghini | 1:47,919         | 226,737 km/h      | 1:48,670                  | 225,170 km/h              | 1:48,726                  | 225,054 km/h              | 26    |
| DNQ  | Luis Pérez-Sala       | Minardi-Ford     | –                | –                 | 1:49,587                  | 223,286 km/h              | 1:48,686                  | 225,137 km/h              | –     |
| DNQ  | Bertrand Gachot       | Onyx-Ford        | 1:47,283         | 228,081 km/h      | 1:49,252                  | 223,970 km/h              | 1:49,004                  | 224,480 km/h              | –     |
| DNQ  | Christian Danner      | Rial-Ford        | –                | –                 | 1:50,679                  | 221,083 km/h              | 1:49,767                  | 222,919 km/h              | –     |
| DNQ  | Volker Weidler        | Rial-Ford        | –                | –                 | 1:50,673                  | 221,095 km/h              | 1:49,770                  | 222,913 km/h              | –     |
| DNPQ | Yannick Dalmas        | AGS-Ford         | 1:47,920         | 226,735 km/h      | –                         | –                         | –                         | –                         | –     |
| DNPQ | Nicola Larini         | Osella-Ford      | 1:48,301         | 225,937 km/h      | –                         | –                         | –                         | –                         | –     |
| DNPQ | Gabriele Tarquini     | AGS-Ford         | 1:48,558         | 225,402 km/h      | –                         | –                         | –                         | –                         | –     |
| DNPQ | Piercarlo Ghinzani    | Osella-Ford      | 1:48,564         | 225,390 km/h      | –                         | –                         | –                         | –                         | –     |
| DNPQ | Roberto Moreno        | Coloni-Ford      | 1:48,567         | 225,383 km/h      | –                         | –                         | –                         | –                         | –     |
| DNPQ | Pierre-Henri Raphanel | Coloni-Ford      | 1:48,780         | 224,942 km/h      | –                         | –                         | –                         | –                         | –     |
| DNPQ | Gregor Foitek         | EuroBrun-Judd    | 1:49,458         | 223,549 km/h      | –                         | –                         | –                         | –                         | –     |
| DNPQ | Aguri Suzuki          | Zakspeed-Yamaha  | 1:49,527         | 223,408 km/h      | –                         | –                         | –                         | –                         | –     |
| DNPQ | Bernd Schneider       | Zakspeed-Yamaha  | 1:50,455         | 221,531 km/h      | –                         | –                         | –                         | –                         | –     |

### Rennen
| Pos. | Fahrer             | Konstrukteur     | Runden | Stopps | Zeit        | Start | Schnellste Runde |
| ---- | ------------------ | ---------------- | ------ | ------ | ----------- | ----- | ---------------- |
| 01   | Ayrton Senna       | McLaren-Honda    | 45     | 1      | 1:21:43,302 | 01    | 1:45,884         |
| 02   | Alain Prost        | McLaren-Honda    | 45     | 1      | + 18,151    | 02    | 1:45,977         |
| 03   | Nigel Mansell      | Ferrari          | 45     | 1      | + 1:23,254  | 03    | 1:48,722         |
| 04   | Riccardo Patrese   | Williams-Renault | 44     | 0      | + 1 Runde   | 05    | 1:49,910         |
| 05   | Nelson Piquet      | Lotus-Judd       | 44     | 0      | + 1 Runde   | 08    | 1:49,917         |
| 06   | Derek Warwick      | Arrows-Ford      | 44     | 0      | + 1 Runde   | 17    | 1:50,899         |
| 07   | Andrea de Cesaris  | Dallara-Ford     | 44     | 0      | + 1 Runde   | 21    | 1:51,495         |
| 08   | Martin Brundle     | Brabham-Judd     | 44     | 0      | + 1 Runde   | 12    | 1:51,012         |
| 09   | Pierluigi Martini  | Minardi-Ford     | 44     | 0      | + 1 Runde   | 13    | 1:50,676         |
| 10   | Jean Alesi         | Tyrrell-Ford     | 43     | 0      | + 2 Runden  | 10    | 1:50,817         |
| 11   | René Arnoux        | Ligier-Ford      | 42     | 0      | + 3 Runden  | 23    | 1:53,907         |
| 12   | Eddie Cheever      | Arrows-Ford      | 40     | 0      | DNF         | 25    | 1:50,216         |
| –    | Stefano Modena     | Brabham-Judd     | 37     | 0      | DNF         | 16    | 1:52,562         |
| –    | Satoru Nakajima    | Lotus-Judd       | 36     | 0      | DNF         | 18    | 1:49,311         |
| –    | Ivan Capelli       | March-Judd       | 32     | 0      | DNF         | 22    | 1:51,362         |
| –    | Maurício Gugelmin  | March-Judd       | 28     | 0      | DNF         | 14    | 1:50,493         |
| –    | Emanuele Pirro     | Benetton-Ford    | 26     | 0      | DNF         | 09    | 1:49,005         |
| –    | Philippe Alliot    | Lola-Lamborghini | 20     | 0      | DNF         | 15    | 1:52,638         |
| –    | Jonathan Palmer    | Tyrrell-Ford     | 16     | 0      | DNF         | 19    | 1:52,888         |
| –    | Gerhard Berger     | Ferrari          | 13     | 0      | DNF         | 04    | 1:48,931         |
| –    | Stefan Johansson   | Onyx-Ford        | 8      | 0      | DNF         | 24    | 1:53,686         |
| –    | Alessandro Nannini | Benetton-Ford    | 6      | 0      | DNF         | 07    | 1:49,665         |
| –    | Thierry Boutsen    | Williams-Renault | 4      | 0      | DNF         | 06    | 1:51,168         |
| –    | Alex Caffi         | Dallara-Ford     | 2      | 0      | DNF         | 20    | 1:53,417         |
| –    | Michele Alboreto   | Lola-Lamborghini | 1      | 0      | DNF         | 26    | 2:10,370         |
| –    | Olivier Grouillard | Ligier-Ford      | 0      | 0      | DNF         | 11    | –                |

## WM-Stände nach dem Rennen
Die ersten sechs des Rennens bekamen 9, 6, 4, 3, 2 bzw. 1 Punkt(e). In der Fahrerwertung wurden die besten elf Resultate, in der Konstrukteurswertung alle Resultate gewertet.

### Fahrerwertung
| Pos. | Fahrer             | Konstrukteur                    | Punkte |
| ---- | ------------------ | ------------------------------- | ------ |
| 01   | Alain Prost        | McLaren-Honda                   | 53     |
| 02   | Ayrton Senna       | McLaren-Honda                   | 36     |
| 03   | Nigel Mansell      | Ferrari                         | 25     |
| 04   | Riccardo Patrese   | Williams-Renault                | 25     |
| 05   | Thierry Boutsen    | Williams-Renault                | 13     |
| 06   | Alessandro Nannini | Benetton-Ford                   | 12     |
| 07   | Nelson Piquet      | Lotus-Judd                      | 8      |
| 08   | Michele Alboreto   | Tyrrell-Ford / Lola-Lamborghini | 6      |
| 09   | Johnny Herbert     | Benetton-Ford                   | 5      |
| 10   | Derek Warwick      | Arrows-Ford                     | 5      |
| 11   | Eddie Cheever      | Arrows-Ford                     | 4      |
| 12   | Stefano Modena     | Brabham-Judd                    | 4      |
| 13   | Maurício Gugelmin  | March-Judd                      | 4      |
| 14   | Andrea de Cesaris  | Dallara-Ford                    | 4      |
| 15   | Alex Caffi         | Dallara-Ford                    | 4      |
| 16   | Christian Danner   | Rial-Ford                       | 3      |
| 17   | Jean Alesi         | Tyrrell-Ford                    | 3      |
| 18   | René Arnoux        | Ligier-Ford                     | 2      |
| 19   | Stefan Johansson   | Onyx-Ford                       | 2      |

| Pos. | Fahrer                | Konstrukteur     | Punkte |
| ---- | --------------------- | ---------------- | ------ |
| 20   | Pierluigi Martini     | Minardi-Ford     | 2      |
| 21   | Jonathan Palmer       | Tyrrell-Ford     | 1      |
| 22   | Martin Brundle        | Brabham-Judd     | 1      |
| 23   | Gabriele Tarquini     | AGS-Ford         | 1      |
| 24   | Olivier Grouillard    | Ligier-Ford      | 1      |
| 25   | Luis Pérez-Sala       | Minardi-Ford     | 1      |
| 26   | Satoru Nakajima       | Lotus-Judd       | 0      |
| 27   | Emanuele Pirro        | Benetton-Ford    | 0      |
| 28   | Ivan Capelli          | March-Judd       | 0      |
| 29   | Éric Bernard          | Lola-Lamborghini | 0      |
| 30   | Philippe Alliot       | Lola-Lamborghini | 0      |
| 31   | Bertrand Gachot       | Onyx-Ford        | 0      |
| 32   | Nicola Larini         | Osella-Ford      | 0      |
| 33   | Martin Donnelly       | Arrows-Ford      | 0      |
| –    | Roberto Moreno        | Coloni-Ford      | 0      |
| –    | Bernd Schneider       | Zakspeed-Yamaha  | 0      |
| –    | Gerhard Berger        | Ferrari          | 0      |
| –    | Pierre-Henri Raphanel | Coloni-Ford      | 0      |
| –    | Yannick Dalmas        | Lola-Lamborghini | 0      |

### Konstrukteurswertung
| Pos. | Konstrukteur     | Punkte |
| ---- | ---------------- | ------ |
| 01   | McLaren-Honda    | 89     |
| 02   | Williams-Renault | 38     |
| 03   | Ferrari          | 25     |
| 04   | Benetton-Ford    | 17     |
| 05   | Tyrrell-Ford     | 10     |
| 06   | Arrows-Ford      | 9      |
| 07   | Dallara-Ford     | 8      |
| 08   | Lotus-Judd       | 8      |
| 09   | Brabham-Judd     | 5      |
| 10   | March-Judd       | 4      |

| Pos. | Konstrukteur     | Punkte |
| ---- | ---------------- | ------ |
| 11   | Rial-Ford        | 3      |
| 12   | Ligier-Ford      | 3      |
| 13   | Minardi-Ford     | 3      |
| 14   | Onyx-Ford        | 2      |
| 15   | AGS-Ford         | 1      |
| 16   | Lola-Lamborghini | 0      |
| 17   | Osella-Ford      | 0      |
| –    | Zakspeed-Yamaha  | 0      |
| –    | Coloni-Ford      | 0      |